# فيليبي غونزاليس غونزاليس
فيليبي غونزاليس غونزاليس (بالإسبانية: Felipe González González)‏ هو شخصية أعمال وسياسي مكسيكي، ولد في 1947 في مدينة أغواسكاليينتس في المكسيك. نشط حزبياً في حزب العمل الوطني. وقد انتخب عضو مجلس الشيوخ من المكسيك.